# Big L (Rapper)
Big L (* 30. Mai 1974 in Harlem, New York City, USA; † 15. Februar 1999 in ebenda; bürgerlich Lamont Coleman) war ein US-amerikanischer Rapper aus Harlem, New York.

## Biografie
Seine Karriere begann bei einem Amateurwettbewerb im Apollo Theater an der 125th Street, wo er eines Tages die Gewinnertrophäe holte. Er gewann in den 1990er Jahren mehr Freestyle-Contests als jeder andere MC aus Harlem, war allerdings auch der einzige seiner High School, der mit dem Gedanken spielte, eine professionelle Karriere als Musiker einzuschlagen.
So gründete er mit Killa Cam, Murder Mase sowie Bloodshed, einem Cousin von Cam’ron, die Gruppe C.O.C. (Children of The Corn). Der legendäre Lord Finesse war der erste, der auf Big L aufmerksam wurde und verschaffte ihm 1992 einen Platz auf dem Remix zu „Yes You May“.
Im selben Jahr unterschrieb L einen Vertrag bei Columbia Records, wo er 1993 eine Promo-12" namens Devil's Son veröffentlichte, welche aufgrund von Gewalt verherrlichenden und sexistischen Texten auf den Index kam.
1995 kam sein Debütalbum Lifestylez Ov Da Poor & Dangerous auf den Markt. Dieses Album war Big Ls einzige Major-LP, aber kommerziell mit Platz 149 in den Vereinigten Staaten ein totaler Flop und führte zur Trennung von Columbia Records. Er spielte mit dem Gedanken, seine Rap-Karriere an den Nagel zu hängen, und veröffentlichte bis zu seinem Tod auch kein weiteres Solo-Material, trat aber weiter als Produzent in Erscheinung.
Vor der Gründung seines eigenen Labels Flamboyant Entertainment war Lamont Mitglied von Diggin’ in the Crates, einem Zusammenschluss von New Yorker DJs, Rappern und Produzenten. Neben L bestand die Gruppe aus A.G., Buckwild, Diamond D, Fat Joe, Lord Finesse, O.C. und Showbiz.
Es hatte den Anschein, als hätte Big L 1997 die Begeisterung für das Rappen wiedergefunden. Damon Dash soll dem Rapper damals einen Vertrag bei Roc-A-Fella Records, dem Label von Jay-Z, angeboten haben. Lamont lehnte angeblich ab, weil Dash die beiden Flamboyant Entertainment MCs McGruff und C-Town nicht mit unter Vertrag nehmen wollte.
Am 15. Februar 1999 wurde Lamont Coleman in der 139. Straße in Harlem erschossen, ihn trafen neun Schüsse in die Brust und ins Gesicht. Als Mörder wurde Gerard Woodley verdächtigt, der kurz nach der Tat in der Bronx verhaftet wurde, aufgrund mangelnder Beweise aber wieder freigelassen werden musste. Die Mutter von Big L, Gilda Terry, hält es für erwiesen, dass Woodley etwas mit dem Mord zu tun hat. Verurteilt wegen des Mordes wurde bis heute niemand.
Woodley selbst erlitt ein ähnliches Schicksal. Er wurde am 24. Juni 2016 in der 139. Straße Ecke Lenox Avenue angeschossen. Woodley, der zu diesem Zeitpunkt 46 Jahre alt war, starb wenig später im Krankenhaus.
Ein Jahr nach dem Tod von Big L erschien sein zweites Album The Big Picture, das Platz 13 der US-amerikanischen Charts erreichte und für mehr als 500.000 verkaufte Exemplare eine Goldene Schallplatte erhielt. Auf dem ersten Album von D.I.T.C. von 2000 ist ein Tribut-Track für ihn enthalten. 2010 erschien das Album Return of the Devils Son mit einigen bisher unveröffentlichten Tracks und Freestyles, 2011 ein weiteres Album mit unveröffentlichten Tracks, Freestyles und Live-Auftritten namens The Danger Zone.
2008 wurde bekannt, dass eine Dokumentation über das Leben des Rappers mit dem Titel The Big L Story: Street Struck geplant ist. Im Sommer 2009 wurde ein Trailer veröffentlicht und zuletzt war der Film für 2012 angekündigt. Im Juni 2013 wurde im Online-Forum BigLOnline verbreitet, dass noch an der Dokumentation gearbeitet werde und dass offen sei, wann sie erscheinen wird. Später wurde berichtet, dass sie im Mai 2016 veröffentlicht werden sollte, was bis heute aber nicht passiert ist.[veraltet]
Über zwanzig Jahre nach seinem Tod wurde im Mai 2022 eine Straße in Harlem in Lamont ‚Big L‘ Coleman Way umbenannt. Das zugehörige Schild befindet sich an der Ecke W 140th Street und Lenox Avenue, ganz in der Nähe des Ortes, an dem Big L 1999 erschossen wurde.

## Diskografie (Auswahl)
Offizielle Alben
- 1995: Lifestylez ov da Poor & Dangerous
- 2000: The Big Picture
- 2010: Return of the Devils Son
- 2011: The Danger Zone

Inoffizielle Alben
- Harlems Finest - A Freestyle History
- Harlems Finest - A Freestyle History 2
- Live in Amsterdam
- The Unseen Picture
- The Archives 1996-2000
- 139 & Lenox